# Alexander Bica
Virgil Alexander Bica, född 30 juni 1997 i Kirseberg, Malmö är en svensk brottare  i grekisk-romersk stil. Bica brottas för Malmö Tigers Wrestling Team i Rosengård. Han brottades tidigare för IK Sparta i Malmö. 

## Karriär
Den 3 februari 2018 vann Bica sitt första SM-guld i Stockholm som förstaårssenior. Han vann även Nordiska mästerskapen i Västerås den 19 maj 2018. 

## Meriter
- 2014: USM-silver. UEM-7:a
- 2016: JSM-silver
- 2017: Cup Klippan-guld. Skånska Mästerskapen-guld. Nordiska Mästerskapen-5:a. EM-17:a. VM-18:a
- 2018: SM-guld[11], NM-guld.
- 2019: SM-silver[11], NM-brons
- 2020: SM-guld[11]
- 2021: NM-guld